# Kortstaartsmaragdkolibrie
De kortstaartsmaragdkolibrie (Chlorostilbon poortmani) is een vogel uit de familie Trochilidae (kolibries). De vogel is genoemd naar de Nederlandse ornitholoog Willem Poortman (1819-1891).

## Verspreiding en leefgebied
Deze soort komt voor in Colombia en noordwestelijk Venezuela en telt twee ondersoorten:
- C. p. poortmani: oostelijk Colombia en noordwestelijk Venezuela.
- C. p. euchloris: centraal Colombia.